# Складовиці
Складовиці (пол. Składowice, нім. Ziebendorf) — село в Польщі, у гміні Любін Любінського повіту Нижньосілезького воєводства.
Населення — 357 осіб (2011).
У 1975-1998 роках село належало до Легницького воєводства.

## Демографія
Демографічна структура станом на 31 березня 2011 року:
|          | Загалом | Допрацездатний вік | Працездатний вік | Постпрацездатний вік |
| -------- | ------- | ------------------ | ---------------- | -------------------- |
| Чоловіки | 189     | 43                 | 131              | 15                   |
| Жінки    | 168     | 34                 | 99               | 35                   |
| Разом    | 357     | 77                 | 230              | 50                   |